# Croxden
Croxden es una parroquia civil y un pueblo del distrito de East Staffordshire, en el condado de Staffordshire (Inglaterra).

## Geografía
Según la Oficina Nacional de Estadística británica, Croxden tiene una superficie de 13,89 km².

## Demografía
Según el censo de 2001, Croxden tenía 249 habitantes (52,21% varones, 47,79% mujeres) y una densidad de población de 17,93 hab/km². El 19,28% eran menores de 16 años, el 70,68% tenían entre 16 y 74, y el 10,04% eran mayores de 74. La media de edad era de 39,35 años. Del total de habitantes con 16 o más años, el 23,88% estaban solteros, el 63,68% casados, y el 12,44% divorciados o viudos.
Según su grupo étnico, el 97,19% de los habitantes eran blancos y el 2,81% asiáticos. La mayor parte (95,22%) eran originarios del Reino Unido. El resto de países europeos englobaban al 2,39% de la población, mientras que el 2,39% había nacido en cualquier otro lugar. El cristianismo era profesado por el 80,16% y el islam por el 1,21%, mientras que el 10,12% no eran religiosos y el 8,5% no marcaron ninguna opción en el censo.
Había 94 hogares con residentes y 4 vacíos.